# Симиренківське
Симире́нківське (до 2024 року — Мічурі́нське) —  село в Україні, у Валківській міській громаді Богодухівського району Харківської області. Населення становить 331 осіб. До 2020 орган місцевого самоврядування — Старомерчицька селищна рада.

## Географія
Село Симиренківське знаходиться за 2 км від селища Газове та за 3 км від залізничної станції Газове, поруч великий садовий масив.

## Історія
12 червня 2020 року, розпорядженням Кабінету Міністрів України № 725-р «Про визначення адміністративних центрів та затвердження територій територіальних громад Харківської області», увійшло до складу Валківської міської громади.
19 липня 2020 року, в результаті адміністративно-територіальної реформи та ліквідації Валківського району, село увійшло до складу Богодухівського району.
19 вересня 2024 року Верховна Рада підтримала перейменування села Мічурінське на Симиренківське, на честь Володимира Симиренка. 26 вересня 2024 року перейменування набуло чинності.